# داريو فلوريس
داريو فلوريس (بالإسبانية: Darío Flores) (6 فبراير 1984 بمونتفيدو في الأوروغواي - ) هو لاعب كرة قدم أوروغواني في مركز قلب الدفاع. شارك مع منتخب الأوروغواي تحت 17 سنة لكرة القدم ومنتخب الأوروغواي لكرة القدم. أما مع النوادي، فقد لعب مع بنيارول ورامبلا جونيورز وريفر بليت وسي إف آر كلوج ومونتيفيديو واندررز ونادي بالستينو ونادي بيروجيا ونادي راسينغ مونتيفيديو وCerro Largo F.C. ‏ وFC Matera ‏ وجوفينتود.

## وصلات خارجية
- داريو فلوريس على موقع قاعدة بيانات كرة القدم.إي يو (الإنجليزية)
- داريو فلوريس على موقع ناشيونال فوتبول تيمز (الإنجليزية)
- داريو فلوريس على موقع Soccerway.com (الإنجليزية)